# 布雷默 (密蘇里州)
布雷默（英語：Braymer）是一个美國城市，位於密苏里州考德威尔县。根據2010年的人口普查，當地人口為878人。

## 地理
根据美国人口普查局，该城市的总面积为0.59平方英里（1.53平方）。

### 2010年人口普查
根據2010年人口普查，該城市人口為878人，有368個家庭，其中234个家庭居住在城市。